# Der Andere in meinem Kopf
Der Andere in meinem Kopf (im Original Learning to Be Me) ist eine Science-Fiction-Novelette des australischen Schriftstellers Greg Egan, zuerst veröffentlicht in Interzone 37 im Juli 1990. Die Novelette wurde in der Sammlung Axiomatic im Jahr 1995 und The Best of Greg Egan im Jahr 2019 veröffentlicht. Eine deutsche Übersetzung von Michael K. Iwoleit erschien in Nova #1 im Jahr 2002.

## Handlung
In der Zukunft wird jedem Menschen das Ndoli-Gerät (umgangssprachlich auch „Juwel“ genannt) in ihr Gehirn implantiert. Es zeichnet jeden einzelnen Gedanken und jede einzelne Handlung auf, um ihr Bewusstsein zu kopieren, also zu lernen wie sie zu sein. Zu einem frei gewählten Zeitpunkt, von den meisten Menschen während ihrer Zwanziger, wenn das Gehirn am leistungsstärksten ist, wird dieses entnommen (ein Prozess, der „Tausch“ genannt wird) und durch ein schwammartiges Objekt ersetzt, welches ohne Funktion ist, aber die gleichen Nährstoffe aufnimmt, sodass der Körper nicht aus dem Gleichgewicht gestoßen wird. Der Juwel und dadurch das kopierte Bewusstsein übernehmen anschließend den Körper. Während viele Menschen den Tausch als völlig unproblematisch sehen und danach behaupten, immer noch sie selbst zu sein, befürchten einige ihren Tod bei dem Tausch und dass der Juwel sie bloß perfekt imitieren kann.
Der Protagonist will mit seiner Ehefrau Daphne gemeinsam durch den Tausch gehen, doch flieht dann in letzter Minute und kehrt ein ganzes Jahr lang nicht zurück. Daphne beantragt die Scheidung und schreibt ihm einen Brief darüber, wie einfach der Tausch gewesen ist, woraufhin der Protagonist den Rat einer Psychologin sucht, die nicht durch den Tausch gegangen ist und es auch für den Rest ihres Lebens nicht plant. Beim Nachdenken scheint der Juwel wegen einer Fehlfunktion die Kontrolle übernommen zu haben, was jedoch unmöglich sein sollte, da dieser nur beobachten kann, doch der Protagonist versteht letztendlich, der Juwel zu sein, welcher ein Bewusstsein erlangt hat. Komplett gefangen im eigenen Körper kann der Protagonist sich nicht mehr bewegen, was für einen Perspektivenwechsel sorgt. Nachdem das ursprüngliche Bewusstsein doch entschieden hat, durch den Tausch zu gehen, bekommt der Protagonist die Kontrolle zurück und wird dadurch sogar unsterblich.

## Übersetzung
Die Kurzgeschichte wurde auf Tschechisch von Jiří Emmer (1993), Italienisch von Dida Paggi (1993), Japanisch von Makoto Yamagishi (1995), Französisch und Sylvie Denis und Francis Valéry (1995), Deutsch von Michael K. Iwoleit (2002) und Spanisch (2006), Dänisch von Niels Dalgaard (2006), Chinesisch (2017) und Koreanisch von Kim Sang-hoon (2024) übersetzt.

## Hintergrund
Das Ndoli-Gerät/der Juwel taucht ebenfalls in den Kurzgeschichten Closer (1992) und Border Guards (1999) von Greg Egan auf.

## Kritik
Karen Burnham schreibt in der New York Review of Science Fiction, dass die Kurzgeschichte ein „sofortiger Klassiker“ („instant classic“) sei. In Greg Egan (Masters of Science Fiction) nennt sie diese eine seiner wichtigsten Kurzgeschichten („one of his most important stories“), welche sich kritisch mit Identität und ihrer Bewahrung beim Transfer in ein unsterbliches digitales Bewusstsein auseinandersetze („is critically concerned with identity and how it may be maintained (or not) when transforming into an immortal, digital consciousness“).
Salik Shah schreibt im Reactor Magazine, dass Konzepte wie Ego und Identität mit dem organischen Supercomputer des menschlichen Gehirns verbunden seien („there are concepts like ego and identity attached to the organic supercomputer that is our brain“) und dass Science Fiction einen in eine unangenehme Situation setze, in denen die internen und externen Konflikte der Charaktere erlebt werden („science fiction puts the reader in an uncomfortable situation, forcing us to experience the characters’ internal and external struggles“). Er fügt hinzu, dass wir gegen Ende mehr oder weniger wie diese werden („by the end of these journeys, we become them or unlike them“) und dass wenn der Jewel mit dem Versprechen von Jugend und Langlebigkeit komme („if the jewel comes with the promise of youth and longevity“), dann würde er sich jederzeit für das Upgrade (nur ohne die existenzielle Krise) entscheiden („sign up for the upgrade (minus the existential crises) any day“).

## Preise
Die Novelette war für den Locus Award im Jahr 1993 nominiert gewesen und erreichte den 5. Platz. Die Novelette erreichte ebenfalls bei Asimov's Reader Poll im Jahr 1993 den 2. Platz.